# Simón Dubnow
Simón Dubnow (en ruso, Семен Маркович Дубнов; Mstsislav, Imperio ruso, 10 de septiembre de 1860–Riga, 8 de diciembre de 1941) fue un historiador, activista y escritor judío.

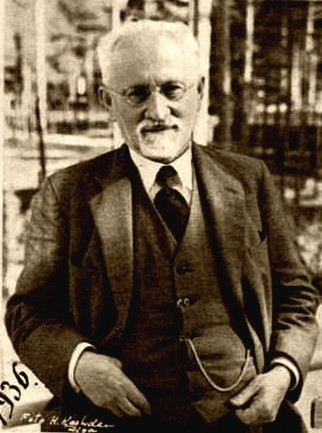
Simón Dubnow.

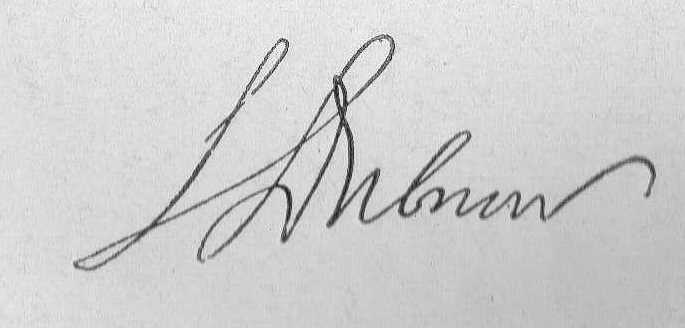
Firma.

## Vida
Dubnow nació en Mstislav, un pueblo de la provincia de Maguilov en el este de Bielorrusia. Recibió una educación tradicional judía en un jeder (escuela primaria religiosa) y luego en una yeshivá. Ingresó en una escuela judía estatal (kazyonnoe yevreyskoe uchilishche) donde aprendió el ruso, aunque no pudo graduarse al desaparecer la escuela. Fue autodidacta en el estudio de historia, filosofía y lingüística. Mostró gran interés en el movimiento del Wissenschaft des Judentums (ciencia del judaísmo, un movimiento que estudiaba el judaísmo desde una perspectiva racional-científica)
En 1880 se mudó a San Petersburgo utilizando documentos falsificados ya que estaba fuera de la zona de asentamiento donde les estaba permitido residir a los judíos en el Imperio ruso. Pronto empezó a publicar en varios periódicos incluyendo el Vosjod, un periódico judío en idioma ruso. En 1890 fue expulsado de San Petersburgo y se estableció en Odesa.
Dubnow fue muy activo en el activismo político judío en el imperio ruso. Entre las causas que apoyó estaban la modernización del sistema educativo judío, la autodefensa en contra de ataques antisemitas, y el derecho al voto. En 1906, después de haber regresado a San Petersburgo fundó la Sociedad Histórica-Etnográfica y Literaria Judía que editó la Enciclopedia Judaica y también el Folkspartei, un partido socialdemócrata que abogaba por la autonomía cultural de los judíos. A partir de 1917 fue profesor de historia judía en la universidad de Petrogrado.
En 1922 emigró a Kaunas, Lituania y más tarde a Berlín donde publicó la Historia del Pueblo Judío, una obra de 10 volúmenes publicada inicialmente en alemán en 1925-1929.

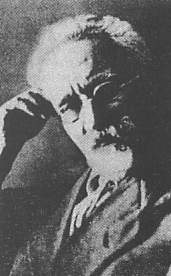

En agosto de 1933, después de la llegada al poder de Hitler, emigró nuevamente a Riga, Letonia, donde, poco después de la ocupación nazi fue transferido al gueto de Riga. Heinrich Himmler ordenó la liquidación del gueto el 12 de noviembre de 1941. El asesinato de sus cerca de treinta mil habitantes lo organizó el jefe de policía de las SS (HSSPF) de Ostland, Friedrich Jeckeln, y se llevó a cabo en el cercano bosque de Rumbula. Duvnow estaba enfermo y pudo evitar la primera fase de la operación, el 30 de noviembre, cuando fueron fusilados unos mil quinientos judíos. Sin embargo, entre el 7 y 8 de diciembre casi todos los demás fueron trasladados en autobuses al bosque y asesinados. Dubnow no llegó allí ya que, anciano y enfermo, al no alcanzar el autobús lo suficientemente deprisa uno de los guardias letones lo ejecutó allí mismo de un disparo en la nuca. Se contó que Dubnow repetía de camino al autobús: «Gente, no lo olvidéis; hablad de esto, gente; guardadlo todo». Al día siguiente fue enterrado en una fosa común y su gran archivo y biblioteca confiscados por el RSHA.

## Ideología
Dubnow creía que la supervivencia del pueblo judío dependía de su fuerza cultural y espiritual, así como de la autonomía y autogobierno en la diáspora. Esta concepción lo acercaba a las posiciones del bundismo, pero en los años treinta, a medida que iba empeorando la situación y crecían las amenazas para la población judía, se volvió cada vez más crítico con la oposición frontal del Bund al sionismo. Opinaba que esto lo dejaba aislado y que para enfrentarse al creciente antisemitismo los judíos debían presentar un frente unido. Dubnow tenía además otros vínculos con el Bund: Henryk Ehrlich, junto a Victor Alter el líder más importante del partido, era yerno de Dubnow y fue arrestado por el NKVD en 1939, después de la invasión soviética de Polonia. Condenado a muerte en junio de 1941, fue liberado después del ataque alemán contra la URSS, aunque vuelto a detener al mejorar la situación soviética y se suicidó en prisión en mayo de 1942.

## Obra
- History of the Jewish people (original en alemán: Weltgeschichte des Jüdischen Volkes, "История еврейского народа") , 1929
- La más nueva historia del pueblo judío, 1789–1914 (Die neueste Geschichte des Jüdischen Volkes, "Новейшая история еврейского народа"), 1938.
- Historia del Jasidismo (Geschichte des Chassidismus), 1888.
- Texto de historia judía (Учебник еврейской истории) 1901
- Mi vida (Моя жизнь), Berlín, 1937